# Bad Liebenstein
Bad Liebenstein est une petite ville allemande située dans le land de Thuringe.

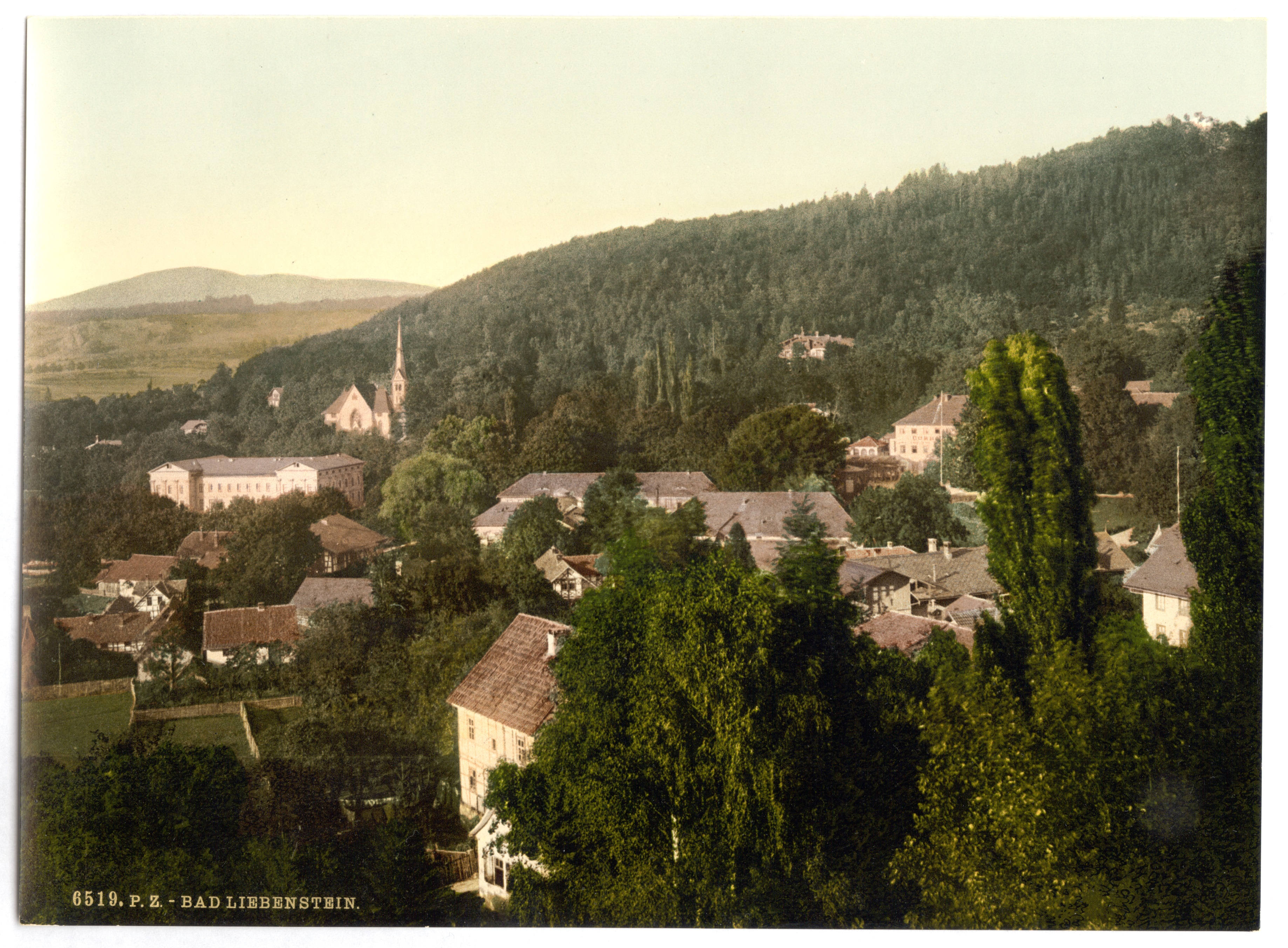
Bad Liebenstein en 1900

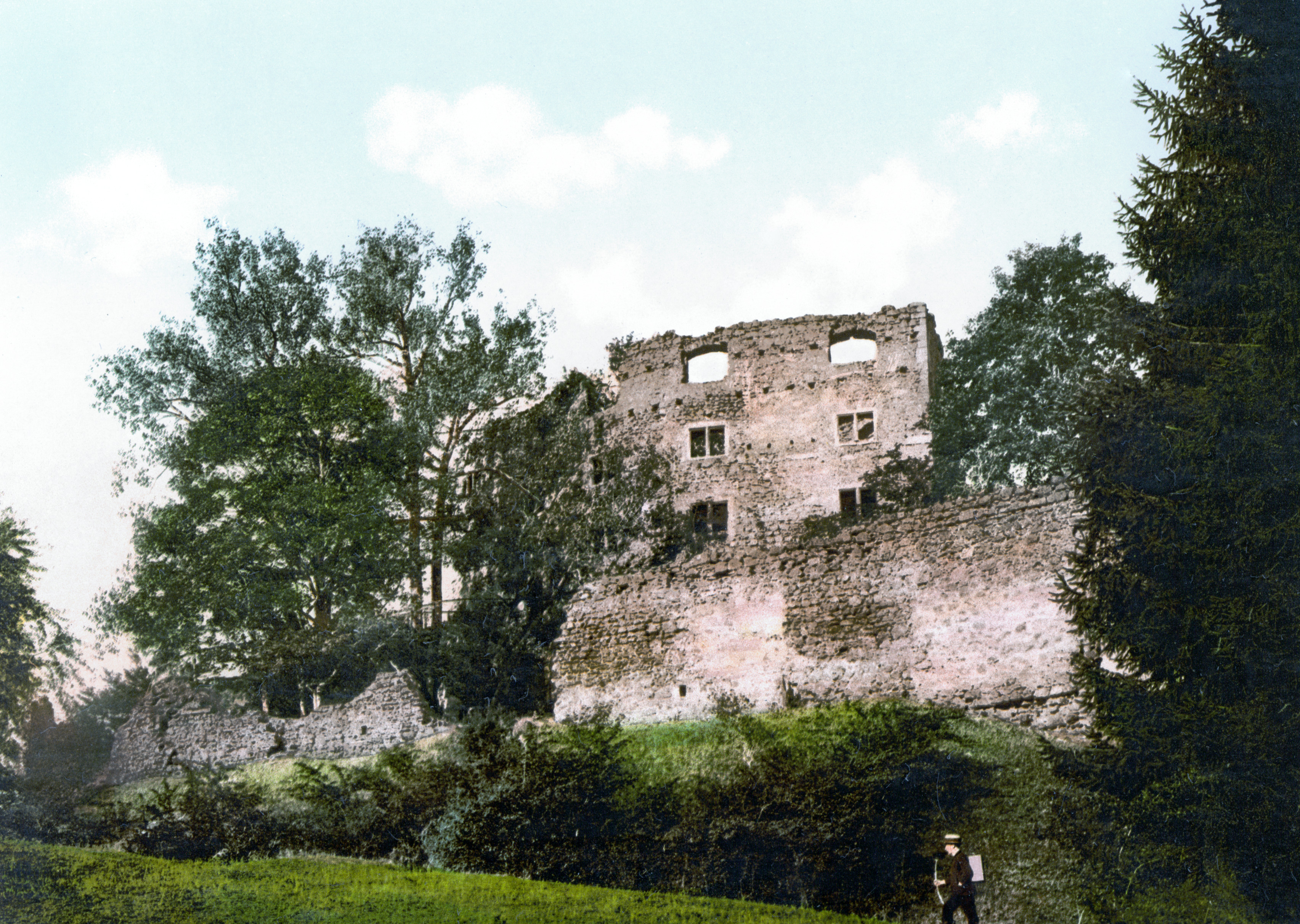
Ruines du château, en 1900

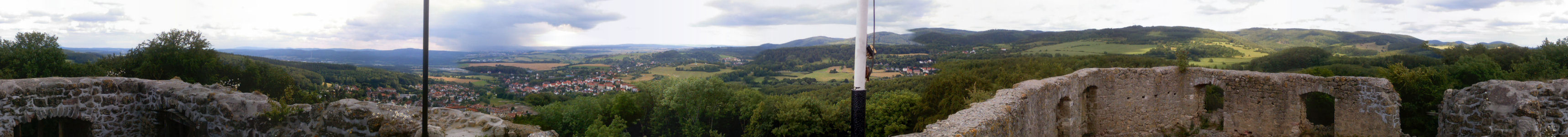
Vue panoramique en 2005, à partir des ruines du château

La ville est située au cœur de l’Allemagne, à 344 m d’altitude. Elle s'étend sur 17,35 km2.

## Jumelage
- Tréon (France)

## Personnalités liées à la ville
- Friedrich Fröbel (1782-1852), pédagogue mort à Marienthal.
- Bernard de Saxe-Weimar-Eisenach (1792-1862) militaire mort à Bad Liebenstein.
- Hermann de Saxe-Weimar-Eisenach (1825-1901), prince né au château d'Altenstein.
- Ernest de Saxe-Meiningen (1859-1941), prince mort au château d'Altenstein.
- Effi Biedrzynski (1910-2004), journaliste née à Schweina.